# Ross McDonnell
Ross McDonnell (1978/1979 – listopad 2023) byl irský filmový režisér, kameraman a fotograf. Spolurežíroval dokumentární filmy Elián a Colony.

## Životopis
Ross McDonnell získal ocenění Emmy za kameru za dokumentární seriál Showtime The Trade a dokumentární film První vlna z roku 2021 o nemoci Covid-19.
McDonnell zmizel 4. listopadu 2023. Dne 17. listopadu bylo na pláži v Breezy Point, Queens, nalezeno bezhlavé a bezruké tělo. Dne 22. listopadu bylo potvrzeno, že nalezené tělo patří McDonnellovi. McDonnellovi bylo 44 let.